# 21. april
21. april er dag 111 i året i den gregorianske kalender (dag 112 i skudår). Der er 254 dage tilbage af året.
- Florentius dag. Den fromme Florentius blev tortureret og brændt i Paris i 1549 fordi han havde fordømt pavekirkens magtmisbrug.

- Omkring denne dag begynder Tyrens tegn.

### Begivenheder
Født - Dødsfald
- 753 f.Kr. Ifølge traditionen blev Rom grundlagt denne dag.
- 1510 - Lübeck erklærer Danmark krig, og allierer sig med Sverige.
- 1734 - Husmand Erik Lassen finder det korte guldhorn.
- 1918 - Den canadiske pilot Roy Brown skyder i en luftduel den tyske flyver "Den Røde Baron" (Manfred von Richthofen) ned over Vaux-sur-Seine i Frankrig.
- 1935 - 3276 mennesker mister livet i Taiwans værste jordskælv nogensinde registreret.
- 1939 - Danmarks Akvarium i Charlottenlund bliver indviet.
- 1960 - Brasilia indvies som Brasiliens nye hovedstad og afløser dermed Rio de Janeiro.
- 1967 - En officersjunta på ni højreorienterede officerer under ledelse af Georgios Papadopoulos tager magten i Grækenland og indfører krigsretstilstand. Kong Konstantin må senere samme år drage i eksil i Rom.
- 1976 - Filminstruktøren Ingmar Bergman forlader Sverige i protest mod skattelovgivningen.
- 1989 - 100.000 kinesiske studenter samler sig på Tiananmen Plads i Beijing.
- 1992 - En røver undslipper med 7,5 millioner kr., da han plyndrer en pengetransport fra Den Danske Bank ved Bilka i Århus. Røveriet er det tredjestørste i nyere tid i Danmark.
- 1995 - To arbejdere på havnen i Aalborg bliver dræbt, da en 28 m høj stålkran vælter.
- 2019 - Voldsomme  eksplosioner og terrorangreb i Sri Lanka.

### Født
- 1652 - Michel Rolle, fransk matematiker (død 1719).
- 1729 - Katharina 2., russisk regerende zarina (død 1796).
- 1815 - Grevinde Danner, dansk dronning til Frederik 7. (død 1874).
- 1816 - Charlotte Brontë, engelsk forfatter (død 1855).
- 1837 - Fredrik Bajer, dansk forfatter, politiker og modtager af Nobels fredspris (død 1922).
- 1864 - Max Weber, tysk økonom og sociolog (død 1920).
- 1903 - Hans Hedtoft, dansk statsminister (død 1955).
- 1904 - Sven Gyldmark, dansk komponist (død 1981).
- 1907 - Wade Mainer, amerikansk sanger og banjospiller (død 2011).
- 1915 - Anthony Quinn, mexicansk-amerikansk skuespiller (død 2001).
- 1917 - Jørn Jeppesen, dansk skuespiller (død 1964).
- 1923 - Halfdan Mahler, dansk cand.med. (død 2016).
- 1926 - Elizabeth 2., britisk dronning (død 2022).
- 1935 - Charles Grodin, amerikansk skuespiller (død 2021).
- 1935   - Kjeld Hillingsø, dansk generalløjtnant.
- 1937 - Finn Nielsen, dansk skuespiller og instruktør.
- 1942 - Björn Envall, svensk bildesigner.
- 1947 - Iggy Pop, amerikansk sanger.
- 1951 - Flemming Sørensen, dansk skuespiller.
- 1954 - René Preuthun, dansk cykelbogsforfatter.

- 1958 - Andie MacDowell, amerikansk skuespillerinde.
- 1958   - Pauli Ryberg, dansk skuespiller.
- 1979 - Tobias Linderoth, svensk fodboldspiller.
- 1983 - Milutin Dragicevic, serbisk håndboldspiller, spiller i Bjerringbro-Silkeborg
- 2007 - Prinsesse Isabella Henrietta Ingrid Margrethe, Komtesse af Monpezat, andet barn af af Hendes Majestæt Dronning Mary og Hans Majestæt Kong Frederik 10. af Danmark, Greve af Monpezat.

### Dødsfald
- 1509 - Henrik 7., engelsk konge (født 1457).
- 1699 - Jean Racine, fransk dramatiker (født 1639).
- 1878 - Temistocle Solera, italiensk operakomponist og librettist (født 1815).
- 1910 - Mark Twain, amerikansk forfatter (født 1835).
- 1918 - Manfred von Richthofen, tysk pilot (født 1892).
- 1924 - Eleonora Duse, italiensk skuespiller (født 1858).
- 1924 - Carl Heinrich Stratz, tysk gynækolog (født 1858).
- 1946 - John Maynard Keynes, engelsk økonom (født 1883).
- 1962 - Agnes Henningsen, dansk forfatter (født 1868).
- 1971 - François "Papa Doc" Duvalier, haitiansk diktator (født 1907).
- 1973 - Arthur Fadden, australsk revisor og politiker, 13. Australiens premierministre (født 1894).
- 1992 - Väinö Linna, finsk forfatter (født 1920).
- 1998 - H.P. Clausen, dansk historiker, politiker og minister (født 1928).
- 1998 - Egill Jacobsen, dansk maler (født 1910).
- 2001 - Sam Besekow, dansk skuespiller og teaterinstruktør (født 1911).
- 2003 - Nina Simone, amerikansk sanger og pianist (født 1933).
- 2010 - Juan Antonio Samaranch, spansk formand for den internationale olympiske komité (født 1920).
- 2011 - Tine Bryld, dansk socialrådgiver, forfatter, brevkassedirektør og radiovært (født 1939).
- 2011 - Annalisa Ericson, svensk skuespillerinde (født 1913).
- 2012 - Morten A. Korch, dansk forlægger (født 1909).
- 2016 - Prince (Rogers Nelson), amerikansk musiker og sangskriver (født 1958).

|  | Denne datoartikel kan blive bedre, hvis der indsættes et (bedre) billede Du kan hjælpe ved at afsøge Wikimedia Commons for et passende billede eller uploade et godt billede til Wikimedia Commons iht. de tilladte licenser og indsætte det i artiklen. |